# Los Sin Nombre
Los Sin Nombre fue el grupo musical de género pop formado por los chicos de La Oreja de Van Gogh antes del ingreso de Amaia Montero como vocalista.

## Historia
El grupo fue formado en 1994 en San Sebastián bajo el nombre de Los Sin Nombre por cinco jóvenes músicos que se conocieron en la universidad. Los guitarristas Luis Meyer y Pablo Benegas (1976), el bajista Álvaro Fuentes (1975), el teclista Xabi San Martín (1977), y el batería Haritz Garde (1976) que solían tocar canciones de grupos de grunge como Nirvana o Pearl Jam, como diversión antes de que se uniera al grupo Amaia Montero (1976). Después, en enero de 1996, cambiaron su nombre por el que propuso Amaia, "La Oreja de Van Gogh" (antes de este hecho, el vocalista era Xabier San Martín), decidiendo así componer una maqueta.
- Datos: Q5980384